# قلعة كولديتز
قلعة كولديتز (بالإنجليزية: Castle Colditz)‏، هي قلعة تاريخية من عصر النهضة تقع ببلدة كولديتس الألمانية، في منتصف الطريق الرابط بين لايبزيغ ودرسدن في ساكسونيا الألمانية. يعود أصل تأسيسها إلى القرن الحادي عشر،عندما سمح الإمبراطور هنري الرابع للمارجريف "ويبريشت دو غرويتسش"، ببناء قلعة على تلة تطل على الضفة اليسرى من نهر المولدي.
اكتسبت القلعة شهرة دولية واسعة عندما كانت تستعمل كمعتقل (معتقل أوفلاغ) لأسرى الحرب خلال الحرب العالمية الثانية والمكون غالبهم من ضباط الحلفاء.

## تاريخ
في سنة 1046، أعطى الإمبراطور هنري الثالث الوصي على الإمبراطورية الرومانية المقدسة، إذنه لمواطني كولديتز من أجل بناء أول قرية موثقة بالموقع. في سنة 1083، طلب هنري الرابع من المارجريف ويبريشت دو غرويتسش لتطوير موقع القلعة، الذي يقابل كولديتز. خلال سنة 1158، عين الإمبراطور فريدريك الأول فريدريك بارباروسا، ثيمو الأول في منصب "لورد كولديتز"، لتبدأ بذلك أخيرا أعمال البناء الرئيسية. في سنة 1200، تأسست المدينة بالقرب من السوق القديم، على أطراف الغابات والمروج الفارغة، جنبا إلى جنب مع القرى السلافية الموجودة سابقا (زشيتسش، زشادرا، زولويتز، تيربيتسش وكولتسشن).
خلال فترة العصور الوسطى كانت القلعة بمثابة مركز مراقبة لأباطرة ألمانيا، ومركز أراضي الرايخ في آلتنبورغ. في سنة 1404، انتهى حكم سلالة اللوردات من كولديتز، التي استمرت حوالي 250 عاما، بعد أن باع ثيمو الثامن القلعة مقابل 15,000 مارك من الفضة إلى سلالة بيت فتين من ساكسونيا. نتيجة لسياسة هذه السلالية الحاكمة، تم دمج بلدة كولديتز مع مرغريفية مايسن، وفي عام 1430، هاجم الهوسيون البلدة والقلعة وأشعلوا النار فيهما. وبحلول عام 1464، أعيد بناء وتجديد القلعة بأمر من الأمير إرنست، الذي توفي بقلعة كولديتز في سنة 1486. خلال عهد الناخبين فريدريك الثالث وجون دوكس، تم تحويل القلعة إلى إقامة ملكية للناخبين من ولاية ساكسونيا.
في سنة 1933، عندما أمسك النازيون زمام السلطة، قاموا بتحويل القلعة إلى سجن سياسي للشيوعيين والمثليين واليهود وغيرهم ممن اعتبروا آنذاك غير مرغوب بهم.

## الحرب العالمية الثانية

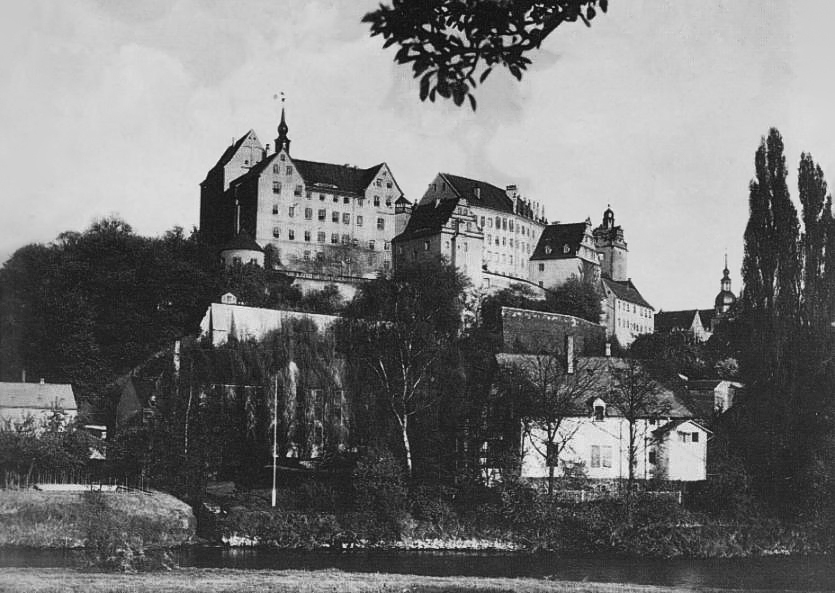
صورة للقلعة تعود لتاريخ أبريل 1945؛ قام بالتقاطها جندي من أفراد الجيش الأمريكي.

بعد أن ضمت القلعة مستشفى للأمراض النفسية لأكثر من قرن من الزمان، حول النظام النازي القلعة إلى معتقل سجني (أوفلاغ أو معسكر الضباط) مخصص لاعتقال الضباط المتحالفين الذين تم أسرهم خلال الحرب العالمية الثانية، تحول اسمه فيما بعد ليصبح أوفلاغ الرابع سي. وعرفت القلعة خلال هذه المدة بكونها حصنا منيعا كان من المفترض أن يكون الهروب منه أمرا مستحيلا وخطير جدا، بل إن عدد الحراس كان أكثر بكثير من عدد السجناء أنفسهم. لكن وعلى الرغم من ذلك، تمكن 34 ضابطا من أسرى الحرب (من بينهم 13 فرنسيا، و10بريطانيين، و7هولنديين، وبلجيكيان، وبولندي واحد، وكندي واحد، وهندي) من دخول تاريخ القلعة ويسجلوا أسماءهم ضمن قائمة أول من تمكن من الفرار من كولديتز. لدرجة أن هذه العملية كانت ملهمة لمسلسل تلفزيوني تحت عنوان كولديتز، تم بثه بين عامي 1972 و1974.
كان أول السجناء المعتقلين في كولديتز ضبابط بولنديين مكونين من 140 ضابطا، تم اعتقالهم في أكتوبر من سنة 1940.
تم في نهاية عام 1940، اعتقال ما لا يقل عن 60 بولنديا، 12 بلجيكيا، 50 فرنسيا و30 بريطانيًا، كانوا جميعهم من الضباط. وبحلول فبراير 1941 تم جلب 200 ضابطا فرنسيا للمعتقل، تلاهم 68 ضابطا هولنديا في 24 يوليو من نفس السنة. وفي نهاية يوليو 1941، كان بالمعتقل 250 ضابطا فرنسيا، و150 بولندي، و50 بريطانيا أو أعضاء في الكمنولث، و68 هولنديا، واثنين من اليوغوسلاف.وفي مايو 1943، قررت القيادة العليا للقوات المسلحة الموحدة لألمانيا (الفيرماخت) حجز قلعة كولديتز كأولوية للسجناء البريطانيين. فتم بنهاية يوليو 1943 نقل الضباط الفرنسيين والبولنديين والهولنديين إلى معسكرات أخرى، إلى أن بقي عدد قليل من الضباط الفرنسيين مقابل 228 ضابطا بريطانيا أو كومنولثيا. شهد يوم 23 أغسطس 1944، وصول أول سجين أمريكي إلى قلعة كولديتز، انضم إليه في 19 يناير 1945 6 جنرالات فرنسيين. وفي مارس 1945، تم اعتقال 1200 سجينا فرنسيا في كولديتز.
أخيرا تم تحرير القلعة في 16 أبريل 1945 على يد القوات الأمريكية.

## سجناء تمكنو من الهروب من داخل القلعة[7]
1. تمكن الملازم الفرنسي آلان لي راي من الهروب في 11 ابريل 1941. استغل فرصة مباراة لكرة القدم كانت مقامة في الفناء، حيث  تمكن من الوصول إلى سويسرا ثم إلى فرنسا.
2. في مايو 1941 تمكن الملازم الفرنسي رينيه كولين من الفرار.
3. بعد عدة محاولات فاشلة، تمكن أخيرا الملازم الفرنسي بيير ميريس ليبرون في 2 يوليو 1941، ونجح في الوصول إلى سويسرا.
4. فر الملازم الفرنسي تيودور تاتيستشيف في 18 يوليو 1941 فوصل إلى باريس، في وقت لاحق عاد واختبأ في ليون بعد أن أحس بمطاردة البوليس السري له.
5. في 3 أغسطس 1941 هرب الملازم الفرنسي رولاند ريجنييه عبر المجاري، ووصل فرنسا مستقلا القطار.
6. هرب الملازم الهولندي فرانسيس شتاينميتز في 15 أغسطس 1941 ووصل عن طريق القطار إلى سويسرا.
7. هرب الملازم الهولندي هانز لاريف في 15 أغسطس 1941 مع شتاينميتز.
8. أيضا في نفس اليوم 15 أغسطس 1941 هرب معهم الملازم الهولندي هانز لاريف.
9. تمكن الملازم البريطاني إيري نيف من الهروب في 5 يناير 1942، استخدم حيلة ذكية خدع بها الألمان حيث كان مقنعا كضابط ألماني، وتمكن من الوصول إلى سويسرا في غضون يومين.
10. هرب الملازم الهولندي أنتوني لوتين في نفس اليوم مع نيف.
11. القبطان البريطاني باتريك ريد هرب في 14 أكتوبر 1942، وصل سويسرا بعد أربعة أيام.
12. نجا الرائد البريطاني رونالد ليتلدال في 14 أكتوبر 1942 ووصل سويسرا في ظرف خمسة أيام.
13. هرب الملازم البريطاني ويليام ميلار في يناير 1944 لكنه فشل في الوصول إلى سويسرا، ومن المحتمل أنه قتل على يد الألمان.

## أفلام توثق لأحداث كانت القلعة مسرحا لها

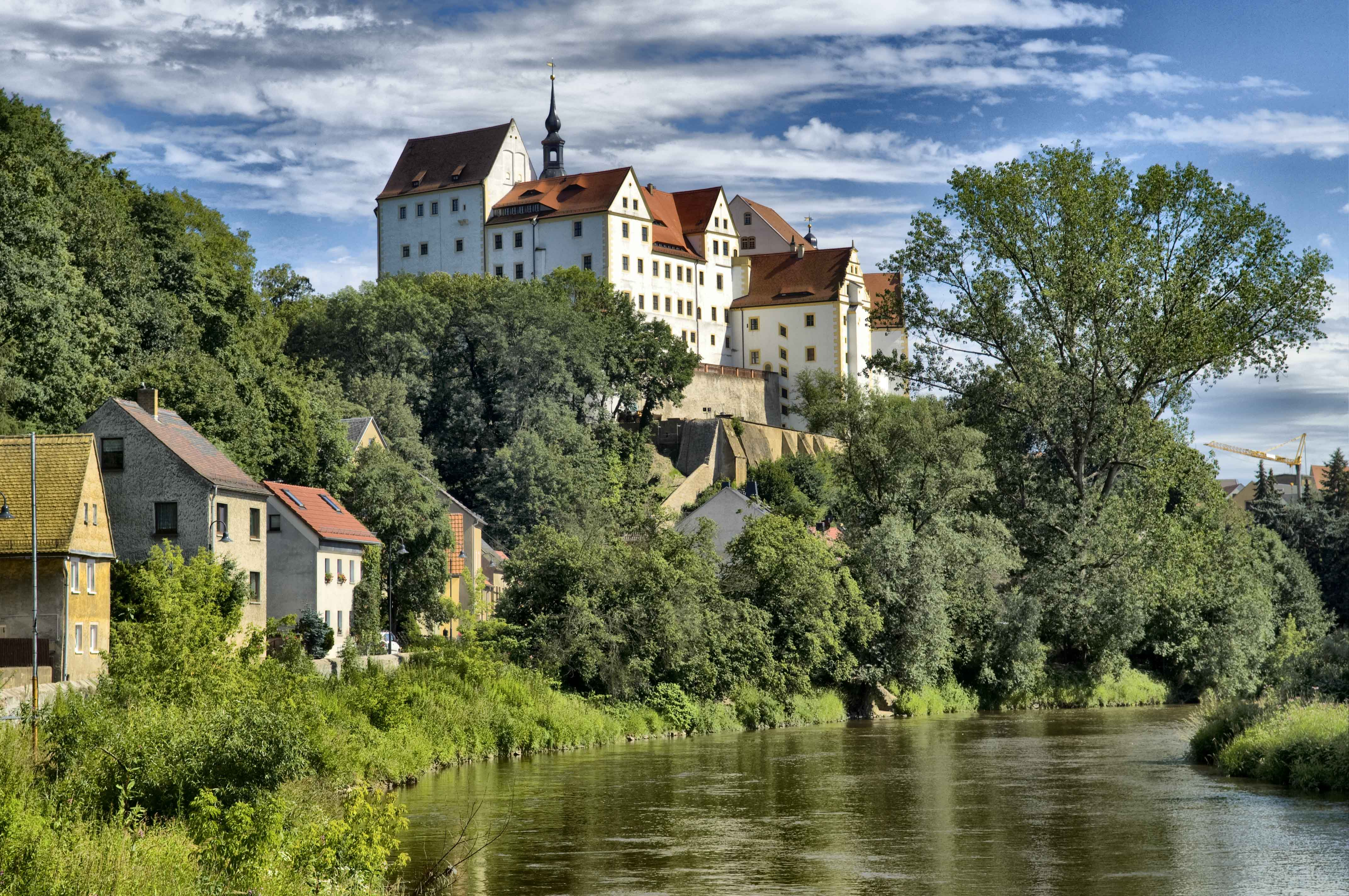
صورة حديثة لقلعة كولديتز، يعود تاريخ إلتقاطها إلى سنة 2011.

- كولديتز: مسلسل تلفزيوني بث خلال سنوات 1970، المسلسل قام بسرد بعض من جوانب الحياة اليومية لأسرى الحرب الذين سجنوا في قلعة كولديتز خلال الحرب العالمية الثانية.
- كولديتز - الهاربان من حصن هتلر (دي أونبوجامن - فلوشت أوس هيتلرز إليتغفانغنيس)، هو فيلم وثائقي لمايكل وولفس مكون من 52 دقيقة، (بالألمانية)

تم بثه سنة 2006 على أرتيو.
- كولديتز، الذي يحكي قصة أربعة سجناء بريطانيين كانوا من سجناء القلعة إبان حكم النازيين؛ بقلم ستيوارت أورم (2005).[9]